# セイシン企業
株式会社セイシン企業（せいしんきぎょう、英: SeishinEnterprise Co., Ltd.）は、東京都渋谷区に本社を置く日本の粉体および粉粒体処理機器の総合メーカーである。国内に16拠点、海外に4拠点を展開しており、各種産業向けに粉体処理機器や関連技術の提供を行っている。

## 概要
事業内容は、粉体工学関連機器の製造販売、プラントエンジニアリング、粉体受託加工、新素材開発、健康食品事業、輸出入貿易など多岐にわたり、国内各地及び海外に複数の拠点と工場を持つ。関連企業として、株式会社はつらつおよび株式会社ボンボネーラがある。
同社の企業スローガンは「BetterSeishin（ベターセイシン）」であり、継続的な製品の改良と品質向上を理念として掲げている。
1968年の創業以来、光透過遠心沈降式粒度分布測定器「ミクロン・フォト・サイザー」を開発するなど、粉体技術を応用した多様な製品を展開してきた。また、自社工場にはこれらの製品を導入し、独自技術を活かした受託加工サービスも行っている。

## 沿革
- 1968年（昭和43年）：東京都千代田区麹町にて、植田玄彦が株式会社セイシン企業を設立
- 1978年（昭和53年）：本社を東京都渋谷区千駄ヶ谷へ移転
- 1988年（昭和63年）：埼玉県川口市に測定センターを開設し健康食品事業に参入
- 1996年（平成8年）：中国・宜興市に合弁企業「宜興清新粉体機械有限公司」を設立[4]
- 1997年（平成9年）：宮城県仙台市に子会社「株式会社はつらつ」を設立
- 2000年（平成12年）：中国・上海市に子会社「清新粉体技術（江蘇）有限公司」を設立[5]
- 2005年（平成17年）：岡本浩が代表取締役社長に就任
- 2007年（平成19年）：株式会社ボンボネーラを子会社化
- 2009年（平成21年）：中国・上海市に子会社「上海清心玄浩貿易有限公司」を設立[6]
- 2012年（平成24年）：山口県宇部市に山口宇部寿工場を開設し食品分野の受託加工事業を本格化
- 2016年（平成28年）：三島重信が代表取締役社長に就任
- 2024年（令和6年）：韓国・牙山市に子会社「株式会社セイシンコリア」を設立